# Mullaghcleevaun

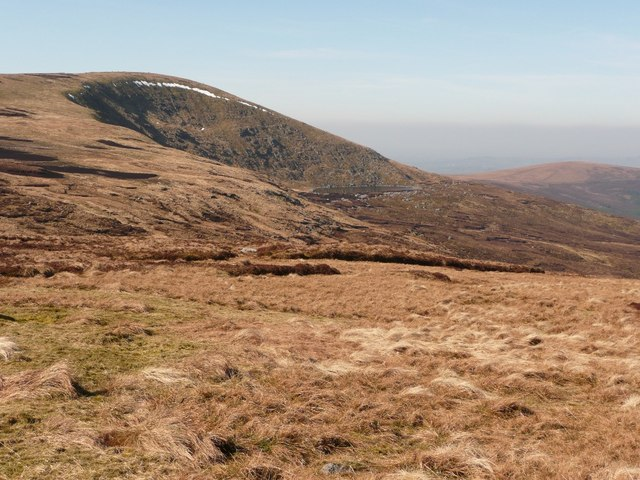
Mullaghcleevaun und Cleevaun Lough

Mullaghcleevaun (irisch Mullach Cliabháin) ist ein 849 m hoher Berg in den Wicklow Mountains in Irland.

## Geografie
Der Berg ist der zweithöchste Gipfel in den Wicklow Mountains. und liegt ungefähr in deren Mitte. Von dem Gipfel des Bergmassivs hat man eine gute Aussicht auf das Poulaphouca Reservoir (Blessington Lakes), die Ebene im County Kildare sowie SüdLeinster.

## Aufstieg zum Gipfel
Es gibt keine markierten Wege zum Gipfel. Die häufigste Route ist über das Sally Gap auf der R115 Richtung Glenmacanass bis zu einem Parkplatz.